# 禾雀
又名爪哇禾雀、黑芙蓉、白芙蓉、銀芙蓉、淺黃褐芙蓉，為雀形目梅花雀科禾雀屬的鳥類，分布於印尼，一般生活于低地草原或具草甸、灌丛的空旷林地、也见于耕地、花园、城郊的村镇以及活动于稻田或甘蔗田、树林或灌木丛中。它是一種受歡迎的籠養鳥，並已被引入許多其他國家。该物种的模式产地在亚洲及埃塞俄比亚。

## 分類
爪哇雀由瑞典博物學家卡爾·林奈於1758年在其《自然系統》自然系統的雙名法中正式物種描述為Loxia oryzivora。 種小名源自拉丁文oryza ，意為「稻米」，與-vorus，意為「食者」。 林奈的描述基於英國博物學家喬治·愛德華茲於1743年在其《不常見鳥類的自然歷史》（A Natural History of Uncommon Birds）中描述和插圖的「稻鳥」。愛德華茲認為他的標本來自中國，但提到其常見名稱「爪哇雀」。 該物種於2020年被重新歸類至文鳥屬（Lonchura）。

## 描述

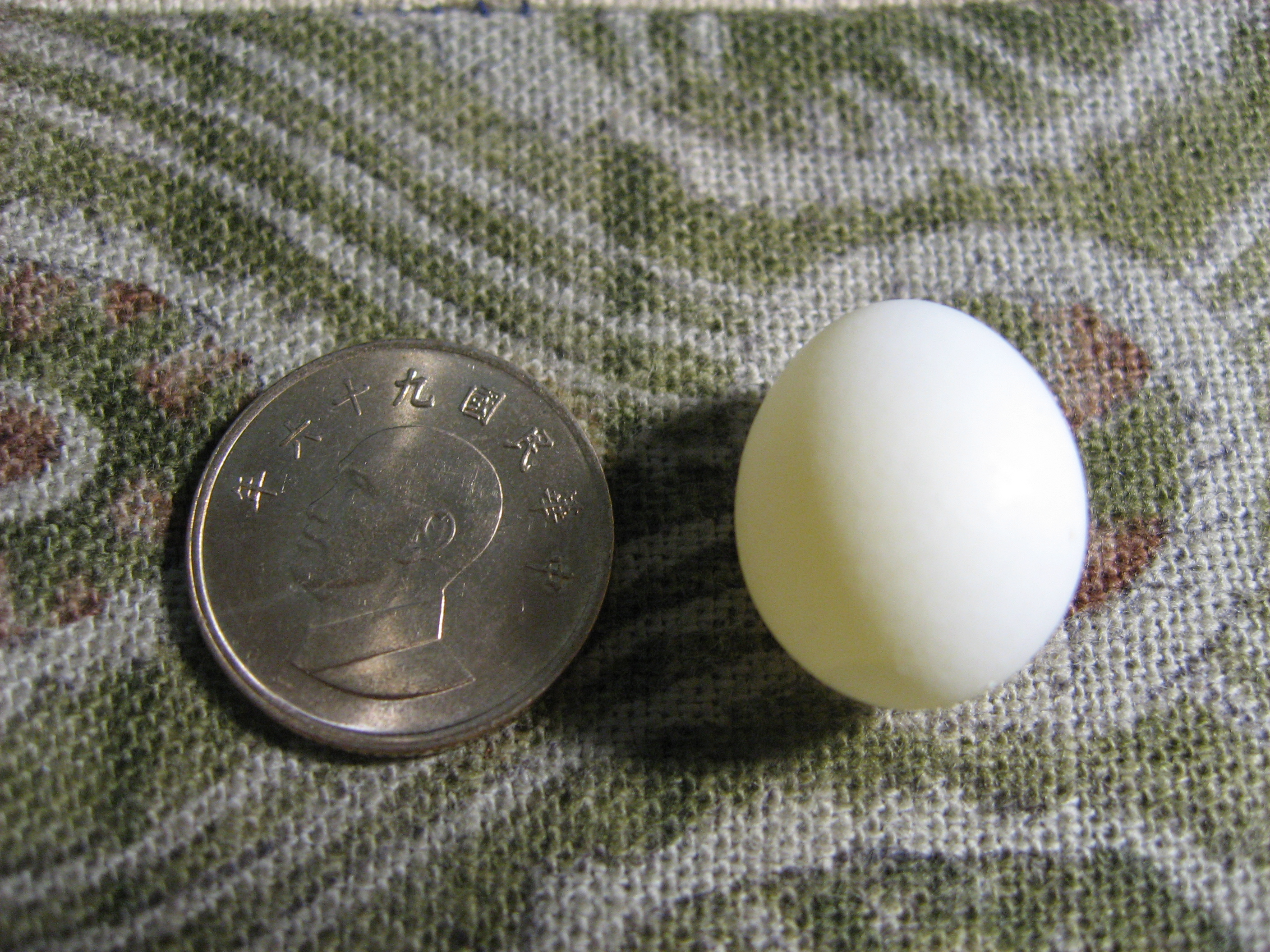
人工飼養之白禾雀所產下的卵（與新台幣壹圓大小比例對照）

爪哇雀全長約15至17 cm（5.9至6.7英寸），從喙到尾羽末端。雖然體型僅相當於家麻雀，但它可能是梅花雀科中體型最大的物種。其平均體重為24.5 g（0.86 oz），略重於其最近的競爭對手黑腹食籽雀。 成鳥有明顯的灰色上半身和胸部，粉紅色的腹部，白頰黑頭，紅色的眼圈，粉紅色的腳和粗壯的紅色喙。
雌雄相似。幼鳥上半身為棕色，下半身呈淡棕色，頭部單調無紋。非常年幼的鳥喙為黑色，底部為粉紅色。
其叫聲為chip，而其歌聲為快速的一系列啾啾啾啾啾啾啾的叫聲chipchipchipchipchipchip。
根據Furutani等人（2018年）的研究，爪哇雀在不同的行為情境中會發出不同的啾鳴音。這些啾鳴聲在聲學上相似，但根據情境的不同，其重複率會有所變化。在攻擊行為中，爪哇雀會發出更快速且聲壓和混亂度較高的啾鳴聲。相反，在親和行為中，啾鳴聲會較慢且較柔和。這種啾鳴聲的變化在鳥類的社交溝通中扮演了關鍵角色，有助於它們根據不同的情境傳達不同的意圖。

## 分佈與棲地
原分佈於印尼的爪哇、峇里及巴韋安島，現已引入到其他地方。
爪哇雀是一種非常群居的鳥類，主要以穀物和其他種子為食。它常出現在開闊的草地和耕地，曾一度是稻田中的害鳥，因此得名其學名。其鳥巢築於樹上或建築物中，巢內可產下多達八顆鳥蛋。

## 飼養
爪哇雀在亞洲已經作為籠養鳥受歡迎數百年，最早在中國的明朝，然後從17世紀起在日本流行，經常出現在日本的繪畫和版畫中。明治時代作家夏目漱石曾撰寫一篇關於他寵物爪哇雀的文章。20世紀60年代末和70年代初，爪哇雀是美國最受歡迎的籠養鳥之一，直到其進口被禁止。如今，該鳥在加利福尼亞州仍被禁止飼養，因為它被認為對農業構成潛在威脅，儘管依賴稻米的亞洲國家如中國、台灣和日本並未對其進行管制。
在亞洲，爪哇雀通常從出生後不久就由人類飼養，因此它們變得非常溫順，並對人類產生依戀。因此，通常可以將它們飼養在相對較小的籠子裡，但可讓它們在室內活動而不會試圖逃跑。在圈養環境中，已培育出多種顏色，包括白色、銀色/乳白色、鹿色/伊莎貝拉色、粉色、奶油色和瑪瑙色（在歐洲的圈養標本中目前較為稀有），還有斑點爪哇雀（在日本被稱為桜文鳥sakura buncho）。

### 禾雀與中國文化
據說在400年前已有中國人飼養禾雀。因此禾雀經常被用作中國占卜術中靈雀占卜的「媒鳥」。相士首先把禾雀從小盒中放出來，然後禾雀會在占卜用的签筒抽一支签，相士此後便會根據签文向客人解釋签文。這種占卜術在香港廟街及台灣极為盛行。
在台灣，早期常見的是一種以爪哇雀當媒介的賭博攤子，賭客押注桌上的號碼，再由經訓練的爪哇雀抽出贏獎的號碼。

## 引入

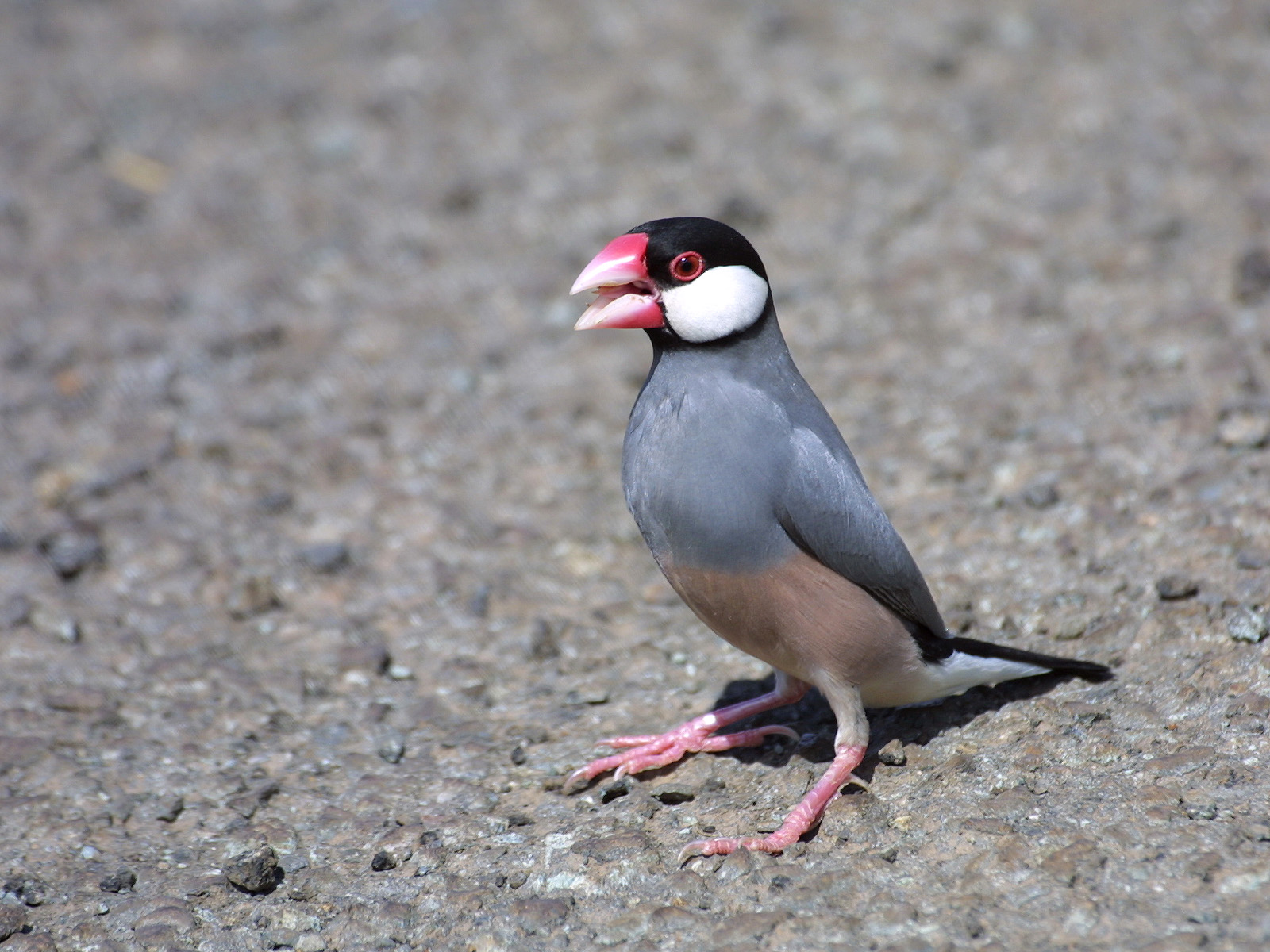
成鳥 夏威夷

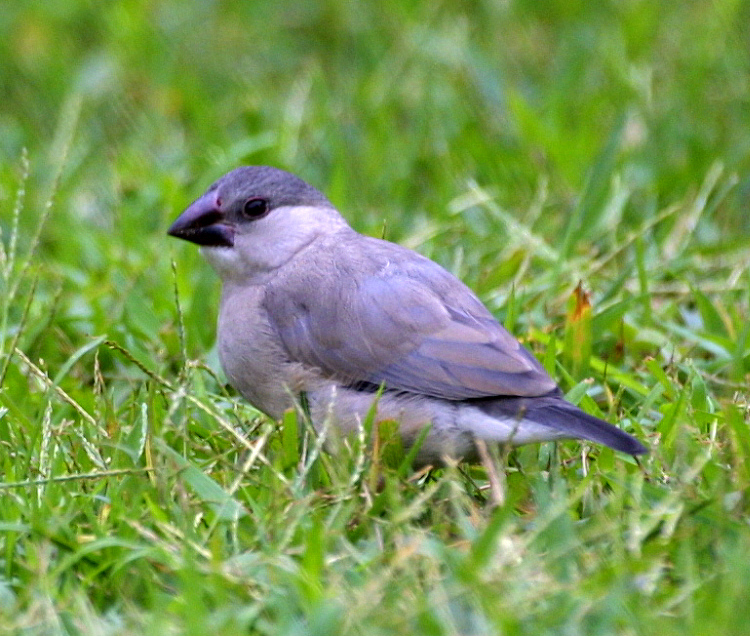
夏威夷的一隻幼鳥，有著黑色/深灰色的喙

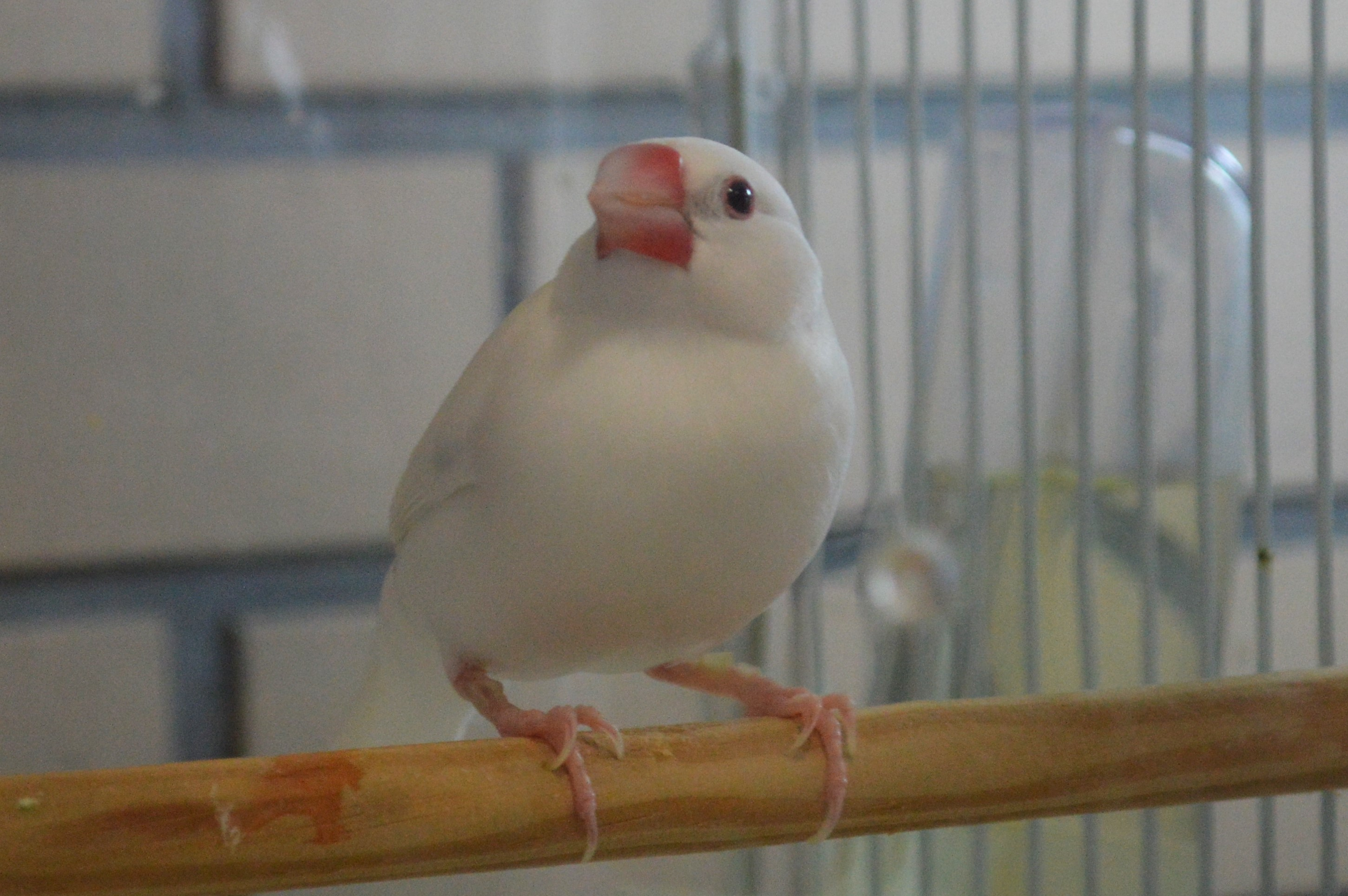
白色爪哇雀 彌富，日本

爪哇雀被引入至印度次大陸，但未能在印度本土成功定居。 在美國，有幾個夏威夷群島的島嶼，尤其是歐胡島，有繁殖種群。
在加勒比地區，爪哇雀被引入至波多黎各，在聖胡安附近相當常見。它也曾在牙買加被觀察到，但尚未在其他島嶼上有記錄。 它也被引入至聖誕島，位於西澳大利亞沿海。

## 威脅
在一些國家，爪哇雀被認為是稻米種植的農業害鳥。由於自然棲地的不斷喪失，一些地區的捕獵和其他地區的捕捉（作為害鳥）導致野生數量大幅減少，其自然棲地的目擊次數也越來越少。爪哇雀目前在世界自然保護聯盟瀕危物種紅色名錄中被評估為瀕危物種，剩餘個體少於10,000隻。它也被列入瀕危野生動植物種國際貿易公約的附錄II。 此外，根據野生動植物保護組織的報告，因其獨特的鳴唱聲而受到追捧，該物種因非法異國寵物交易而受到嚴重威脅。

## 種類

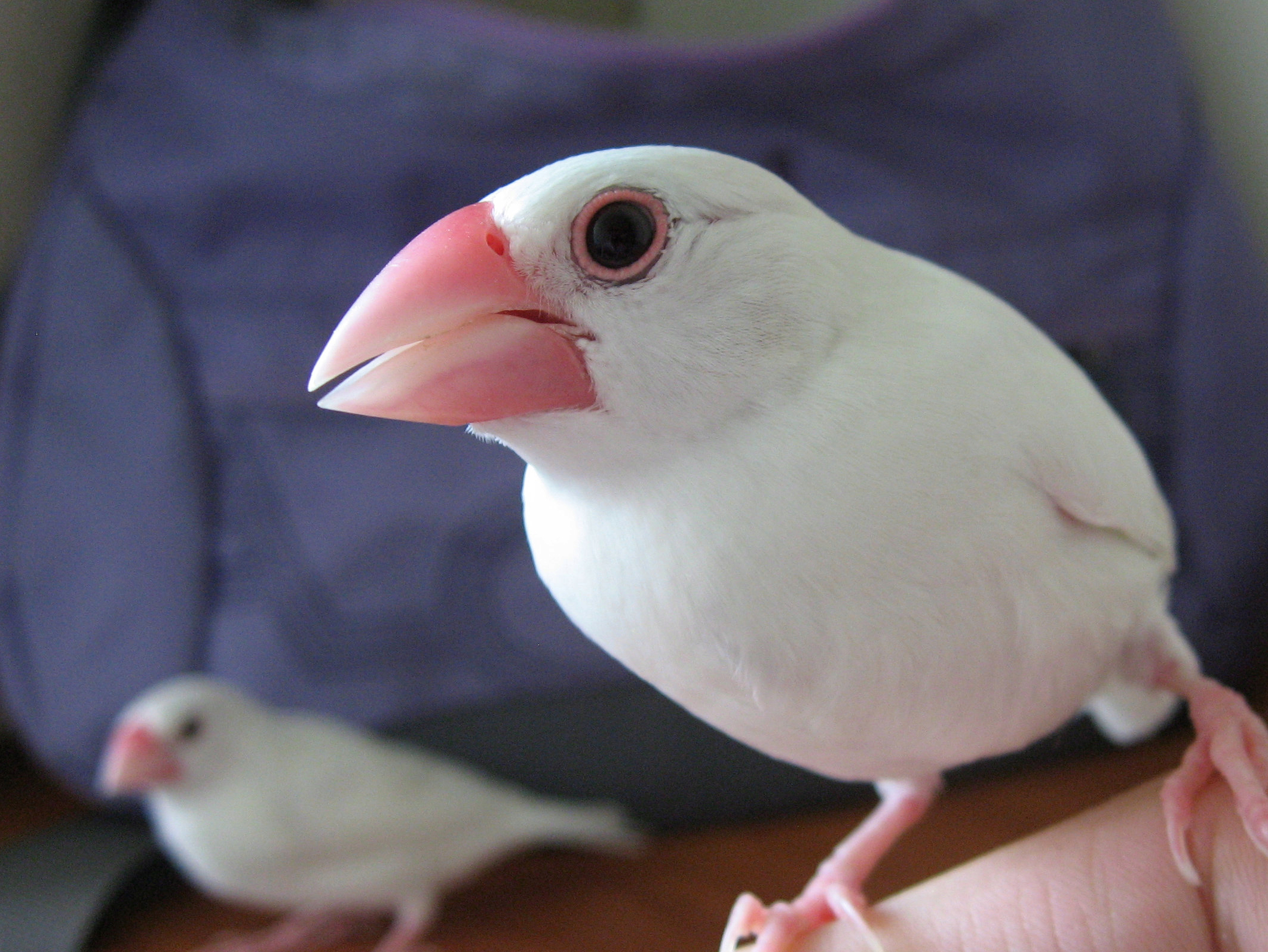
人工飼養的白禾雀
（約3個月大的幼鳥）

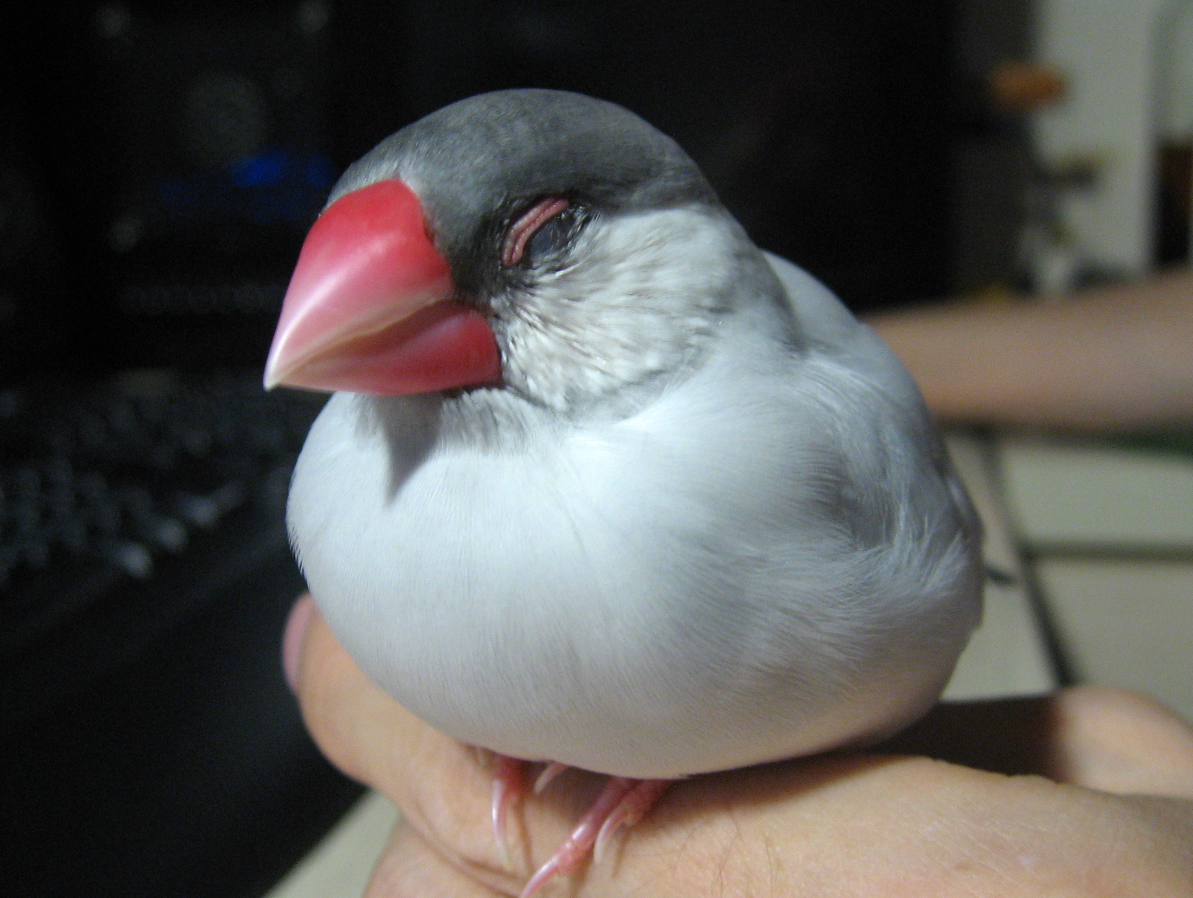
人工飼養的銀禾雀
（約6個月大）

白禾雀
銀禾雀
淺褐禾雀